# H 마트

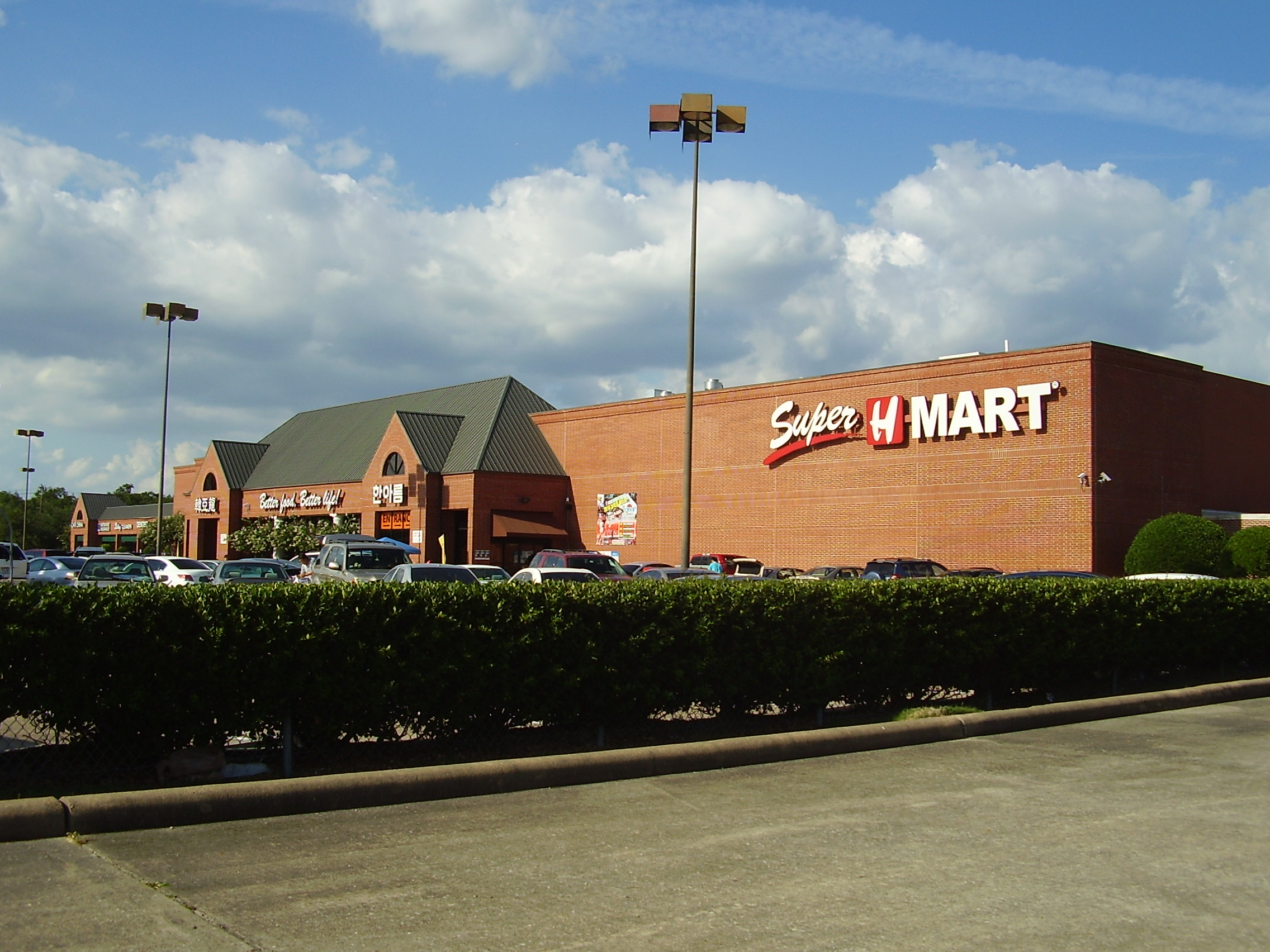
텍사스주 휴스턴 스프링브랜치의 슈퍼 H 마트

H 마트(영어: H Mart, 한아름 마트, 한아룡, 韓亞龍)는 한아름 그룹이 운영하는 미국의 슈퍼마켓 체인점으로, 본사는 뉴저지주 린드허스트에 위치해 있다. 미국 내 여러 곳에 위치한 이 체인점은 아시아 음식을 전문으로 제공한다. 이 체인점은 슈퍼 H 마트 스토어를 운영한다. H 마트의 H는 "두 팔을 벌여 감싸안을 만함"을 가리키는 "한아름"을 의미한다.

## 역사
이 체인점은 1982년 뉴욕 시 퀸스에서 자그마한 식품점으로 시작하였다. 1988년 10월 19일 이 체인점의 현재 본사가 린드허스트에서 문을 열었다.
2005년 기준으로 이 체인점은 미국 내에 17개의 슈퍼마켓이 있었다. 2006년 3월에는 22개로 늘었다. 콜로라도주 덴버 한 곳과 캐나다 브리티시컬럼비아주 밴쿠버 한 곳을 제외하고 미국 동해안의 전 지역에 위치해 있었다. 2006년 4월에는 미국 서해안 최초로 워싱턴주 페더럴웨이로의 개장이 계획되었다.
2001년 개장 이후 북버지니아의 H 마트 지역은 수많은 스페인계 미국인 직원들을 창출하였다. 한 지점에서 히스패닉과 한국계 미국인 직원들 간의 문화 충돌 이후 H 마트 본사는 스페인어로 번역된 문화 간 훈련 코스를 제공하였다.
2011년 H 마트는 런던 뉴몰든에서 유럽 내 첫 상점을 열었다.

## 논란

### H 마트 소유주 관련 논란
H 마트는 전두환 전 대통령 일가가 실소유주라는 의혹이 제기돼 왔다. 전두환 전 대통령의 차남 재용씨의 부인인 배우 박상아씨가 미국 내 최대 아시아계 마트인 H 마트에 지난 2003년 투자 명목으로 5억원을 송금한 것으로 드러나 검찰이 자금을 추적하고 있다고 2013년 TV조선 단독보도를 통해 이슈가 확산되었다.
이에 2013년 8월 , H 마트 권일연 대표는 입장문과 인터뷰를 통해 H 마트로의 자금유입 및 소유주와 관련된 내용은 전혀 사실이 아니며, 금융업에 진출하면서 미국 금융 당국으로부터 제반 사업에 대한 자금 출처 조사를 받고 '검은 돈'이 없다는 점을 증명했다.
검찰은 전두환 전 대통령 일가의 해외 비자금 의혹과 관련해 H 마트는 수사 대상이 아니라고 밝혔다. 이에 최초 해당 이슈를 보도한 TV조선은 이에 정정 내용을 보도했다.

## 같이 보기
- 코리아타운